# Škoda 706 RTH
Škoda 706 RTH je užitkové vozidlo, z typové řady Škoda 706, na jehož podvozku byla vyráběna nástavba používaná k různým účelům. Existovaly například montážní vozidla pro MHD, cisterny – kropicí vozy, cisternové hasicí automobily atd.

## Použití nástavby

### Montážní vozidlo
Jako montážní vozidlo (používané například v DPMB, v Pardubicích ap.) byla nástavba montovaná na podvozek automobilu ŠKODA 706, zde nesla označení „pojízdní pohyblivá pracovní plošina VNP 400/500 HP“ – montované nástavby byly v mnoha provedeních např. s kolovým adaptérem „K-81“. Plošina se používala pro montážní, kontrolní, údržbářské nebo opravárenské práce na trolejovém vedení tramvají a trolejbusů, dále na opravy semaforů a návěstidel.

### Cisternové hasicí vozy
Cisternové hasicí vozy s prodlouženou kabinou pro vícečlennou posádku jsou označovány Škoda 706 RTHP, úplné označení je doplněno ještě o jmenovitý průtok vody, např. CAS 25 Škoda 706 RTHP znamená, že se jedná o cisternovou automobilovou stříkačku s jmenovitým průtokem 2500 litrů/min.

## Fotogalerie

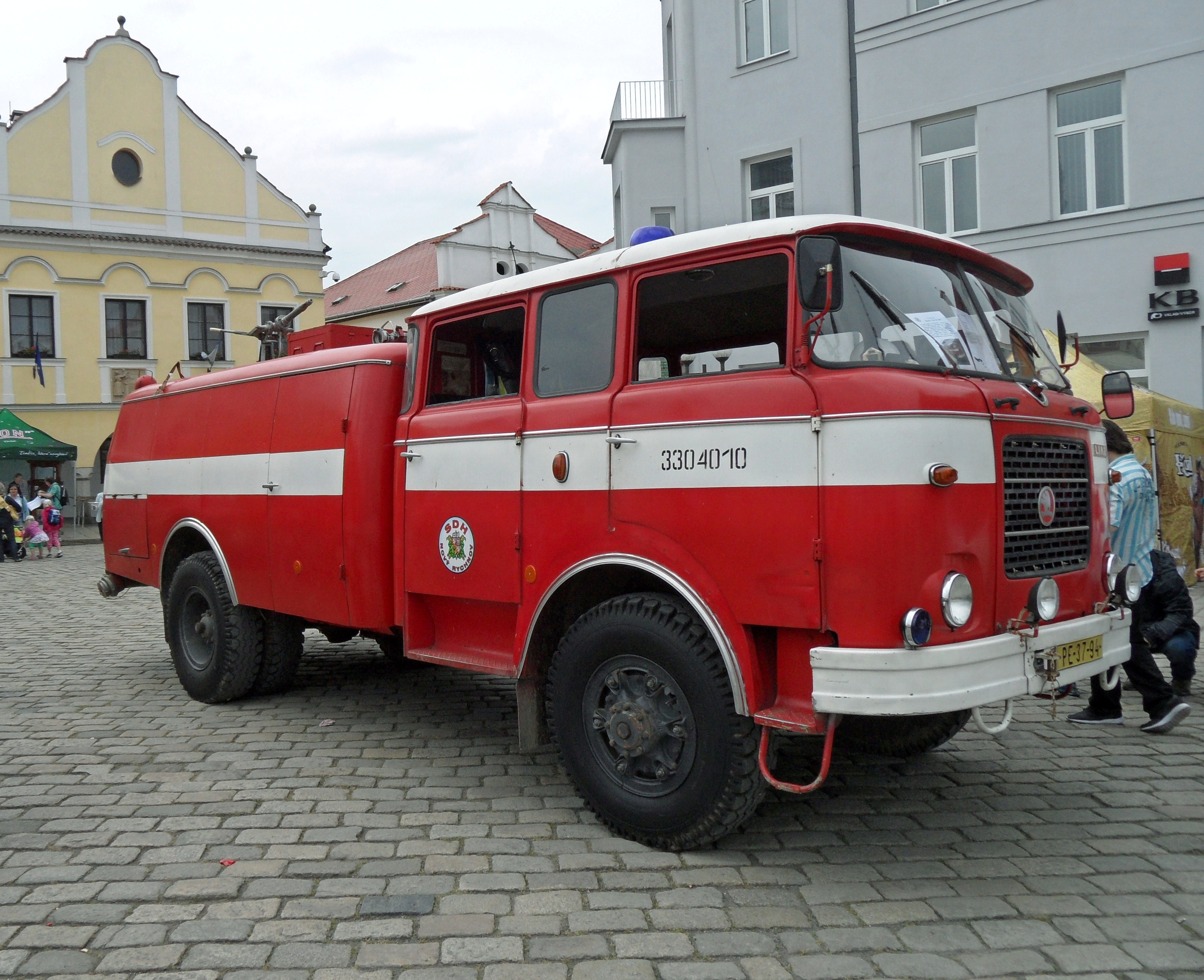
Původní vůz CAS 25 Škoda 706 RTHP využitý při natáčení seriálu Návštěvníci, prezentovaný na festivalu Pelhřimov – město rekordů 2016
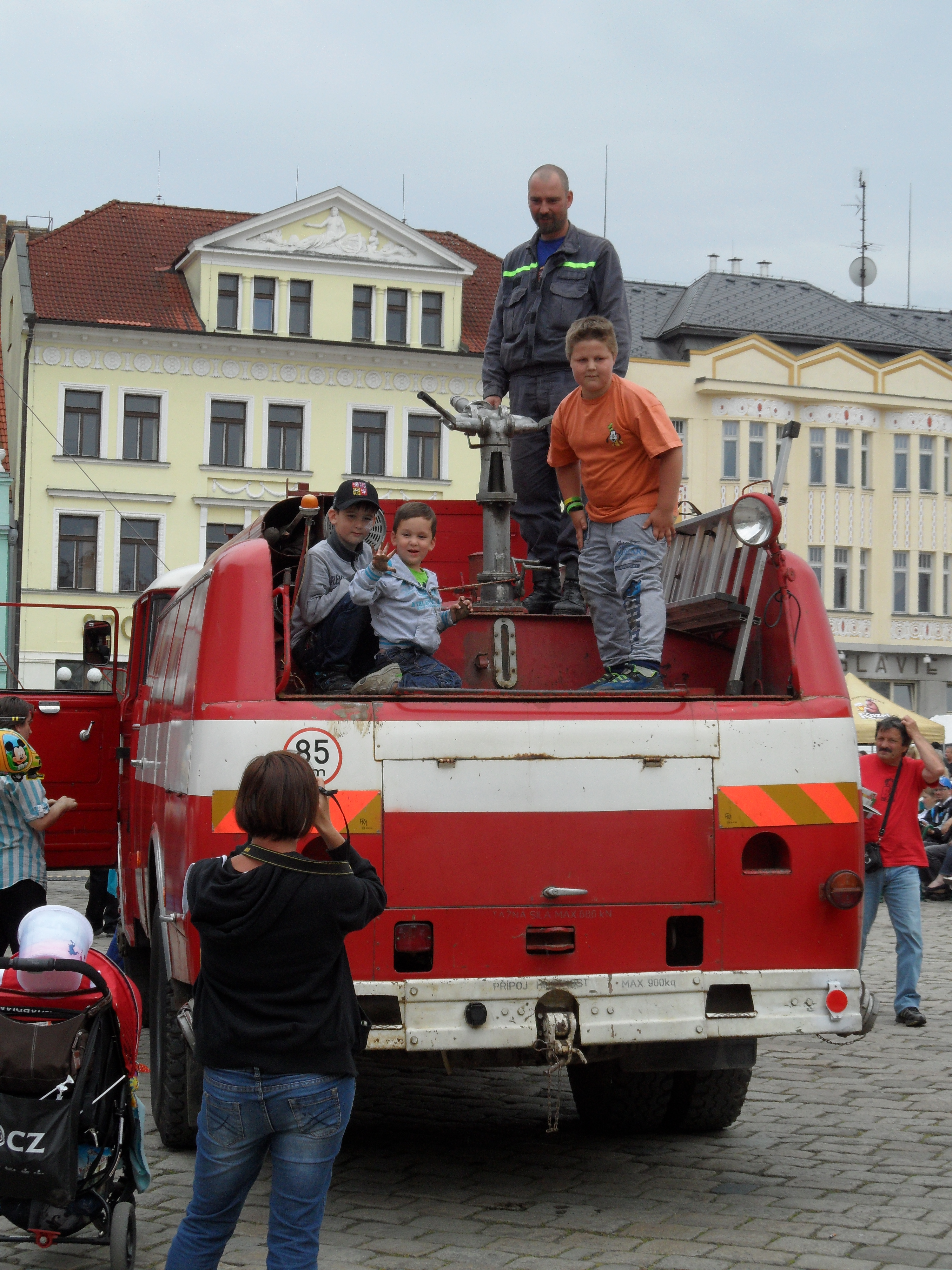
Původní vůz CAS 25 Škoda 706 RTHP využitý při natáčení seriálu Návštěvníci, prezentovaný na festivalu Pelhřimov – město rekordů 2016
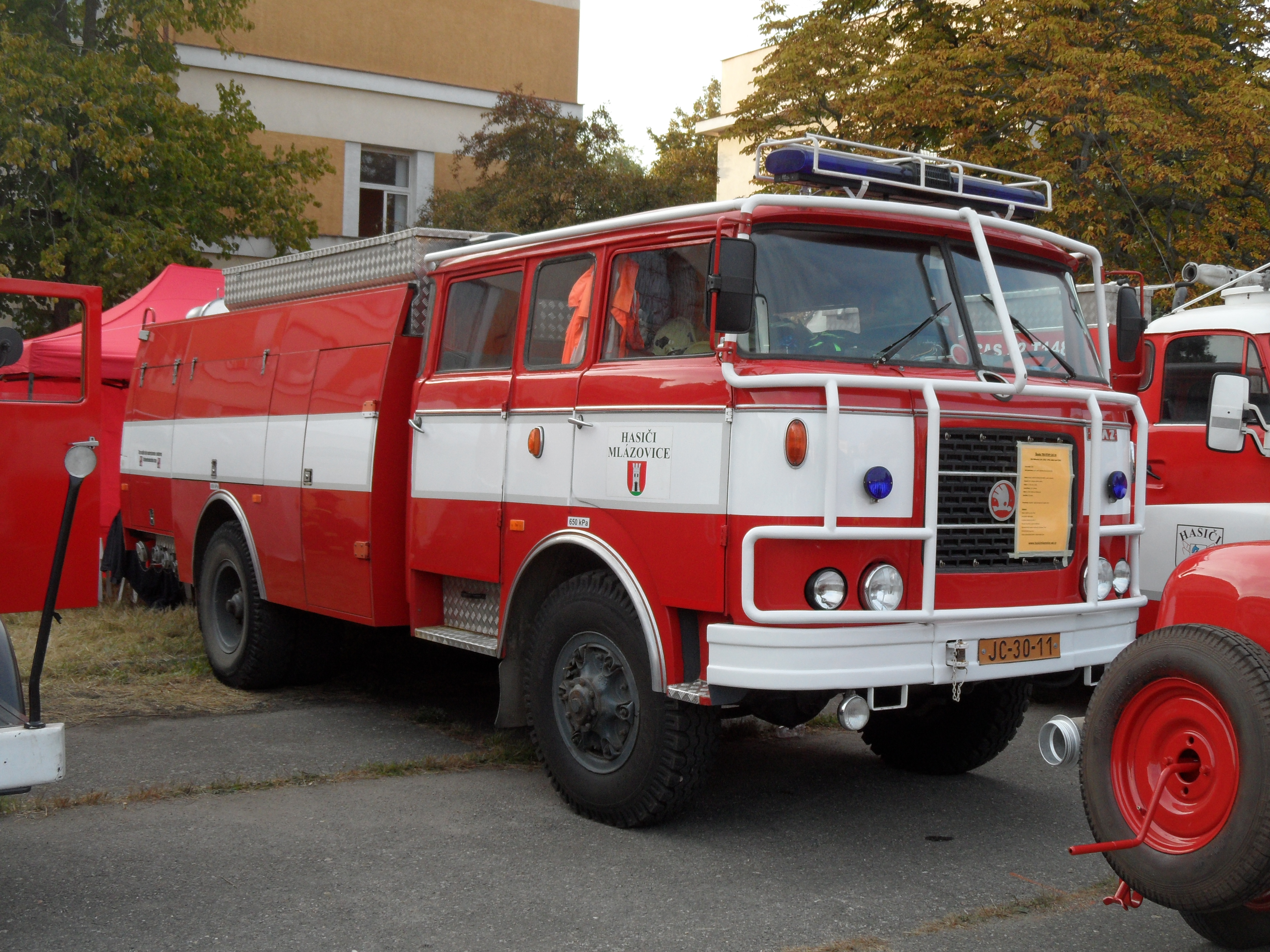
CAS 24 Škoda 706 RTHP na Retroměstečko 2015, SDH Mlázovice